# Сорочий Міст
Сорочий Міст (рос. Сорочий Мост) — присілок у Новосільському районі Орловської області Російської Федерації.
Населення становить 85 осіб. Входить до муніципального утворення Зареченське сільське поселення.

## Історія
Населений пункт розташований у межах Чорнозем'я та історичного Дикого Поля. Від 30 липня 1928 року у складі Орловського округу Центрально-Чорноземної області, 13 червня 1934 року після ліквідації Центрально-Чорноземної області населений пункт увійшов до складу новоствореної Курської області.
З 1937 року в складі новоутвореної Орловської області.
Від 2013 року входить до муніципального утворення Зареченське сільське поселення.

## Населення
| 1857 | 1859 | 1915 | 2010 |
| ---- | ---- | ---- | ---- |
| 198  | ↗226 | ↗427 | ↘85  |